# Traité d'Entrammes
Le traité d'Entrammes est un traité de paix de 863 entre Salomon de Bretagne et Charles le Chauve qui fut conclu à l'abbaye d'Entrammes

## Enjeu du traité
Pour Charles le Chauve, il s'agit de s'assurer de la fidélité de Salomon : le traité cède à Salomon une souveraineté sur « le Pays entre deux eaux », un territoire allant de la Mayenne à la Sarthe.

Carte du royaume de Bretagne 845-867

## Conséquences du traité
Salomon, roi des Bretons, se commende au roi, fait jurer fidélité à ses nobles et verse le cens selon « l'ancienne coutume ». Le roi lui donne en contrepartie en bénéfice la terre dite d'« entre deux » et l'abbaye Saint-Aubin d'Angers. Salomon devient par le traité un vassal du roi franc sur la seconde Marche de Bretagne créée par Charles le Chauve en 861 et qui comprenait alors les comtés de Touraine, d'Anjou et du Maine.

## Autres traités
Le traité d'Entrammes prélude le traité de Compiègne de 867 conclu entre les mêmes parties.